# جاك كيلمر
جون والاس كيلمر (من مواليد 6 يونيو 1995) هو ممثل أمريكي اشتهر ببطولة فيلم Palo Alto 2013 ولعبه Pelle "Dead" Ohlin في فيلم Lords of Chaos النرويجي المعدني الأسود لعام 2018.

## النشأة
كيلمر ، هو ابن للممثلين جوان والي وفال كيلمر ، سمي على اسم والدته.  نشأ جاك في لوس أنجلوس والتحق بالمدرسة الابتدائية في مركز التعليم المبكر ، حيث التقى المخرجة المحتملة جيا كوبولا (كان في الصف الأول ؛ كانت في الصف السادس). 

## الحياة الشخصية
يستمتع كيلمر بركوب الأمواج والتزلج ، وهو موسيقي   وعارض أزياء.

## فيلموغرافيا
| عام  | عنوان              | وظيفة           | ملاحظات                                                                        |
| ---- | ------------------ | --------------- | ------------------------------------------------------------------------------ |
| 2013 | بالو التو          | دمية            |                                                                                |
| 2015 | تجربة سجن ستانفورد | جيم راندال      |                                                                                |
| 2015 | لين وشركاه         | ماكس            |                                                                                |
| 2016 | الرجال اللطفاء     | شيت             |                                                                                |
| 2016 | الاختناق           | جوامع           | فيلم قصير                                                                      |
| 2017 | وودشوك             | جوني            |                                                                                |
| 2018 | أسياد الفوضى       | بيل "ميت" أولين | كان اسم Dead الحقيقي "Per Yngve Ohlin" لكن لقبه "Pelle" استخدم في رصيد الفيلم. |
| 2018 | جوزي               | ماركوس          |                                                                                |
| 2018 | صيف 03             | لوك             |                                                                                |
| 2018 | المدعون            | تيري            |                                                                                |
| 2018 | قصر تمايل          | دايتون          |                                                                                |
| 2019 | هاله               | جيسي            |                                                                                |
| 2019 | العملاق            | إرادة           |                                                                                |
| 2019 | تحت المقبرة        | اوزي اوزبورن    | أغنية مصورة                                                                    |
| 2021 | سماسرة الهيئة      | يوتا            |                                                                                |

## روابط خارجية
- جاك كيلمر في قاعدة بيانات الأفلام على الإنترنت